# Grodziszcze

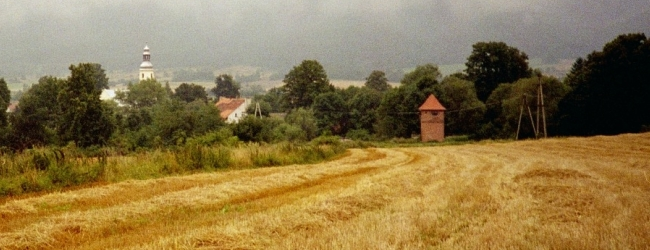
Grodziszcze

Grodziszcze (deutsch: Lampersdorf) ist ein Ort in Landgemeinde Stoszowice im Powiat Ząbkowicki der Woiwodschaft Niederschlesien in Polen. Das ehemalige Rittergut liegt am Fuße des Eulengebirges.

## Lage
Grodziszcze liegt etwa sieben Kilometer nordwestlich von Stoszowice (Peterwitz), 13 Kilometer westlich von Ząbkowice Śląskie (Frankenstein), und 62 Kilometer südwestlich von Breslau.

## Geschichte
„Lamprechtsdorf“ wurde erstmals im Jahre 1397 erwähnt. Das Dorf bestand vormals aus den Anteilen Nieder- und Ober-Lampersdorf. Es gehörte zum Herzogtum Münsterberg, das 1321 durch Teilung des Herzogtums Schweidnitz entstanden war. Nachdem Herzog Karl Christoph 1569 kinderlos gestorben war, fiel Münsterberg als erledigtes Lehen durch Heimfall an Böhmen zurück. Mit der Eroberung Schlesiens durch Preußen wurde Lampersdorf 1742 Teil des neu gegründeten Landkreises Frankenstein in der späteren Provinz Schlesien. Es unterstand der Kriegs- und Domänenkammer Breslau und wurde im Zuge der Stein-Hardenbergischen Reformen 1815 dem Regierungsbezirk Reichenbach der Provinz Schlesien zugeordnet.
1784 zählte Lampersdorf eine Kirche, ein Predigerhaus, ein Schulhaus, zwei Vorwerke, 21 Bauern, 36 Gärtner, 26 Häusler, zwei Schmieden, fünf Wassermühlen und 574 Einwohner. 1845 waren es 154 Häuser, zwei Vorwerke, 1039 überwiegend evangelische Einwohner (91 katholisch), eine evangelische Pfarrkirche mit Pfarrwidum unter dem Patronat des Dominiums (eingepfarrt Raschdorf, Raudnitz, gastweise Weigelsdorf), eine evangelische Schule (eingeschult Raschdorf und Raudnitz), katholische Kirche zu Weigelsdorf, eine Windmühle, fünf Wassermühlen, zwei Sägemühlen, eine Ziegelei die zeitweise 121.500 Mauer-, Dach- und Plattenziegel produzierte, eine Kalkbrennerei, 50 Baumwollwebstühle, drei Leinwebstühle, 29 Handwerker, elf Händler und 1000 Merinoschafe.
Als Folge des Zweiten Weltkriegs fiel Lampersdorf 1945 wie fast ganz Schlesien an Polen. und wurde in Grodziszcze umbenannt. Die deutsche Bevölkerung wurde, soweit sie nicht vorher geflohen war, weitgehend vertrieben. Die neu angesiedelten Bewohner waren teilweise Zwangsumgesiedelte aus Ostpolen, das an die Sowjetunion gefallen war.
Von 1975 bis 1998 gehörte Grodziszcze zur Woiwodschaft Wałbrzych (Waldenburg).

### Besitzer
| Name                                    | Zeitraum  | Besitzer von       |
| --------------------------------------- | --------- | ------------------ |
| Herren von Pogrell                      | 1460–1665 | Lampersdorf        |
| Barbara von Schellendorf, geb. v. Degen | 1665–1680 | Nieder-Lampersdorf |
| Herren von Nimptsch                     | 1665–1680 | Ober-Lampersdorf   |
| Sigismund v. Nimptsch                   | 1680–1743 | Lampersdorf        |
| Georg von Vippach u. Marg               | 1743–1763 | Lampersdorf        |
| Gottlob von Thielau                     | 1763–1780 | Lampersdorf        |
| Carl v. Thielau                         | 1780–1822 | Lampersdorf        |
| Friedrich v. Thielau                    | 1822–???  | Lampersdorf        |

## Sehenswürdigkeiten
- Römisch-katholische Filialkirche St. Maximilian Kolbe, ursprünglich evangelische Pfarrkirche aus dem 15. bis 18. Jahrhundert, wurde im Zuge der Reformation evangelisch, 1653 den Katholiken zurückgegeben und 1708 restituiert.
- Ruinen eines Herrenhauses
- Ruine der Hannigburg

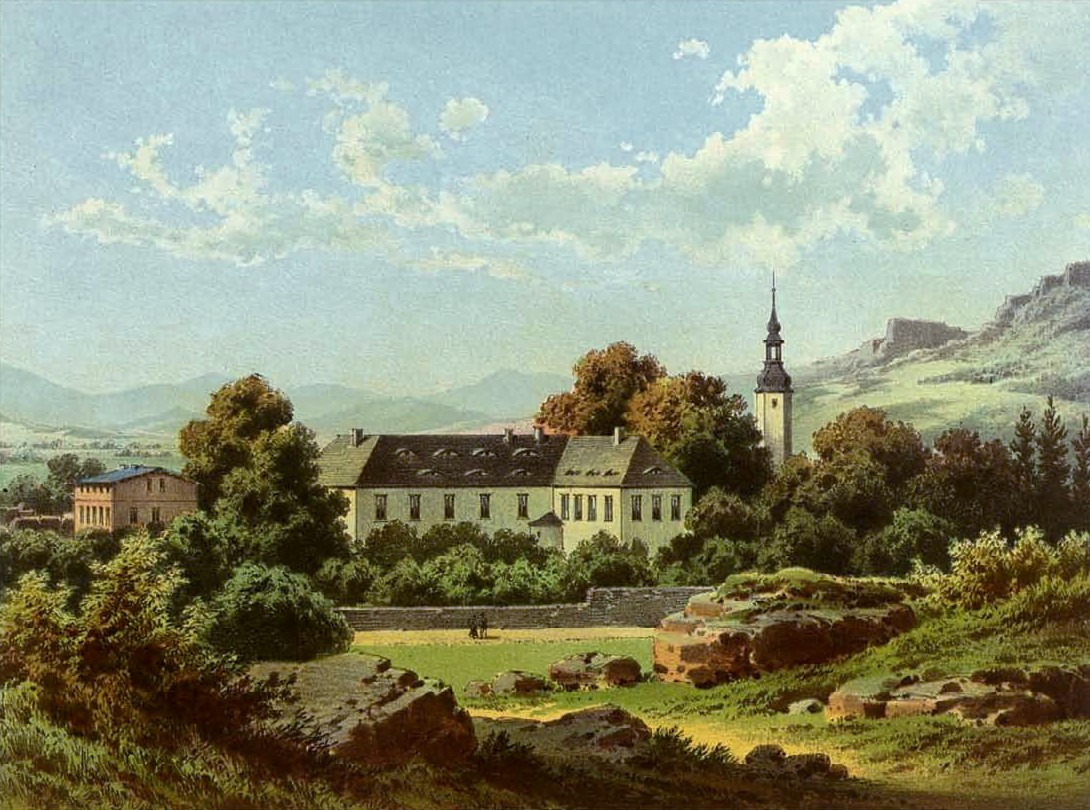
Herrenhaus Lampersdorf, Sammlung Duncker
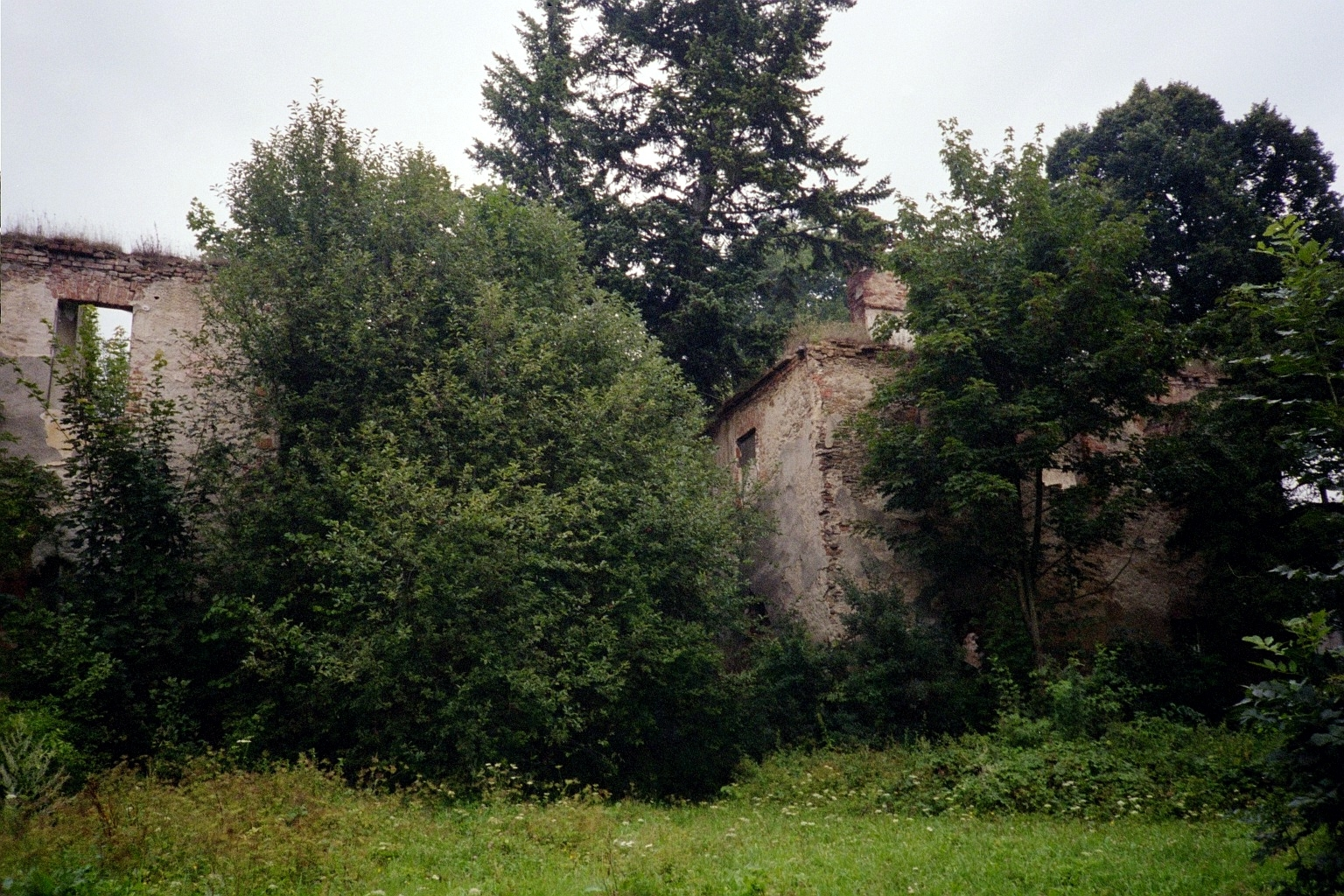
Ruine des Herrenhauses, August 2002
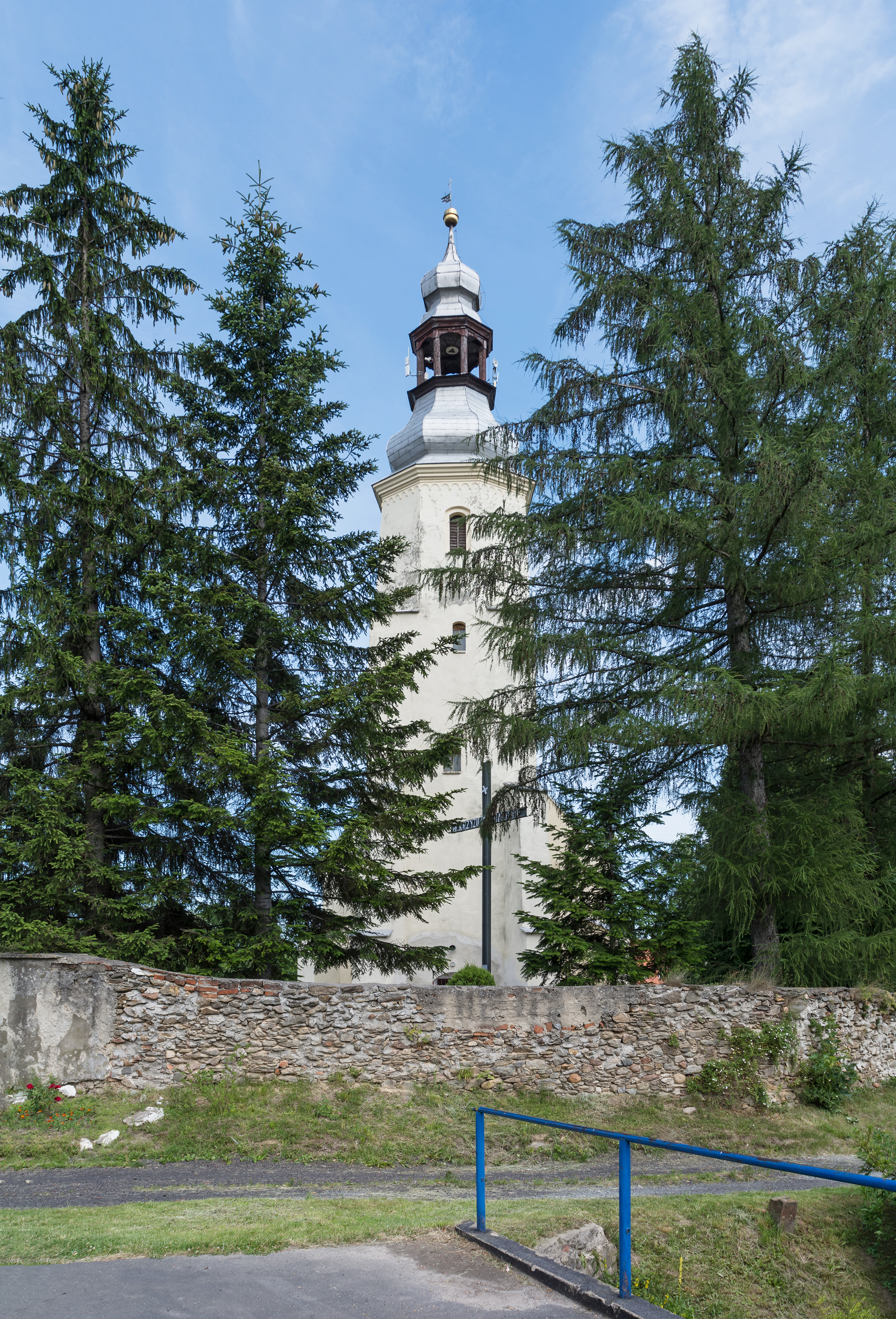
Pfarrkirche St. Maximilian Kolbe

## Persönlichkeiten
- Hans Sigismund von Rothkirch und Panthen (1722–1780), preußischer Landrat
- Ernst Wilhelm Benjamin von Korckwitz (1744–1802), Präsident der Kriegs- und Domänenkammer in Marienwerder
- Wilhelm Karl Lebrecht von Korckwitz (1765–1828), Kriegs- und Domänenrat und Gutsherr
- Traugott Hirschberger (1811–1897), Müller und Politiker, Mitglied des Deutschen Reichstags
- Alfred Fletcher (1875–1959), Offizier und Politiker